# Loriol-du-Comtat
Loriol-du-Comtat è un comune francese di 2 364 abitanti situato nel dipartimento della Vaucluse della regione della Provenza-Alpi-Costa Azzurra.

## Società

### Evoluzione demografica
Abitanti censiti